# Столл, Кори
Ко́ри Дэ́ниел Столл (англ. Corey Daniel Stoll; род. 14 марта 1976, Нью-Йорк, США) — американский актёр. Его прорывом стала роль в сериале Netflix «Карточный домик», которая принесла ему номинацию на премию «Золотой глобус» в 2014 году. Столл также снялся в недолго просуществовавшем сериале «Закон и порядок: Лос-Анджелес» (NBC, 2010—2011), а в 2014 году начал играть ведущую роль в сериале FX «Штамм».

## Биография
Столл родился в еврейской семье в Нью-Йорке. Его отец Стивен Столл — основатель средней школы Бикон в Адской кухне. Вырос на Верхнем Вест-Сайде. С 1988 по 1992 Столл изучал драму в Long Lake Camp for the Arts. Он также выпускник художественной школы Fiorello H. LaGuardia High School of Music & Art and Performing Arts. В 1998 году Столл окончил Оберлинский колледж, а в 2003 году — школу искусств при Нью-Йоркском университете (Tisch School of the Arts). В следующем году он получил номинацию на премию «Драма Деск» за роль второго плана в пьесе Intimate Apparel с Виолой Дэвис. С тех пор он начал появляться на телевидении и в кино, исполняя гостевые роли в сериалах «Полиция Нью-Йорка», «Скорая помощь», «Закон и порядок», «Морская полиция: Спецотдел» и «Хорошая жена».
Первая основная роль Столла была в сериале NBC «Закон и порядок: Лос-Анджелес», который был закрыт после одного сезона в 2011 году. Позже в том же году он взял на себя роль Эрнеста Хемингуэя в фильме Вуди Аллена «Полночь в Париже», которая принесла ему номинацию на премию «Независимый дух» за лучшую мужскую роль второго плана. Его прорывом в карьере стала роль в сериале Netflix «Карточный домик» в 2013 году. За неё он в 2014 году номинировался на премии «Золотой глобус» и «Выбор телевизионных критиков» за лучшую мужскую роль второго плана в драматическом сериале. Следом Столл получил ведущую роль в сериале FX «Штамм», который основан на одноимённой серии романов. Столлу, который в жизни не имеет волос, пришлось носить парик, чтобы соответствовать роли. Также в 2014 году, Столл получил роль злодея в очередном фильме студии Marvel «Человек-муравей». В 2016 году он исполнил роль гангстера Бена Доржмана в «Светской жизни» Вуди Аллена. Летом 2016 года Столл сыграл греческого воина Улисса в театральной постановке «Троил и Крессида» по пьесе Шекспира в Центральном парке Нью-Йорка.
В 2018 году Кори Столл принял участие в 4 проектах: «Чайка» (роль Бориса Тригорина), «Человек на Луне», телесериале «Романовы» и авантюрной комедии «Тачка на миллион» о знаменитом изобретателе Джоне ДеЛореане и истории создания им легендарной «машины времени» DMC-12, ставшей культовой после выхода на экраны кинофраншизы «Назад в будущем». «Тачка на миллион» вышел в российский прокат 29 августа 2019 года.

## Личная жизнь
В 2015 году женился на Наде Бауэрс. Надя — потомок первой жены Наполеона Бонапарта, Жозефины де Богарне, правнучка герцога Лейхтенбергского. В начале ноября 2015 года Кори и Надя стали родителями.

## Фильмография

### Фильмы
| Год  | Название на русском                | Название на английском            | Роль                          | Примечания |
| ---- | ---------------------------------- | --------------------------------- | ----------------------------- | --- |
| 2001 |                                    | Okéna                             |                               | Короткометражный фильм |
| 2005 | Северная страна                    | North Country                     | Рики Сеннетт                  | |
| 2006 | Счастливое число Слевина           | Lucky Number Slevin               | Сол                           | |
| 2007 | Роковое число 23                   | The Number 23                     | сержант Бёрнс                 | |
| 2009 | Короткие интервью с подонками      | Brief Interviews with Hideous Men | субъект #51                   | |
| 2009 | Пятое измерение                    | Push                              | агент Мэк                     | |
| 2010 | Солт                               | Salt                              | Шнайдер                       | |
| 2010 | Хелена со свадьбы                  | Helena from the Wedding           | Стивен                        | |
| 2011 | Полночь в Париже                   | Midnight in Paris                 | Эрнест Хемингуэй              | Номинация — Премия «Независимый дух» за лучшую мужскую роль второго плана Номинация — Премия Общества кинокритиков Феникса за лучший актёрский состав |
| 2012 | Эволюция Борна                     | The Bourne Legacy                 | Зев Вендель                   | |
| 2012 | Навсегда                           | The Time Being                    | Эрик                          | |
| 2012 | Викториана                         | Victoriana                        | Билл                          | |
| 2013 | Божье дитя                         | C.O.G.                            | Кёрли                         | |
| 2013 | Расшифровка Энни Паркер            | Decoding Annie Parker             | Шон                           | |
| 2014 | Воздушный маршал                   | Non-Stop                          | Остин Райли                   | |
| 2014 | Стеклянный подбородок              | Glass Chin                        | Бад Гордон                    | |
| 2014 | Дальше живите сами                 | This Is Where I Leave You         | Пол Фоксман                   | |
| 2014 | Ложь во спасение                   | The Good Lie                      | Джек                          | |
| 2014 | Тёмные тайны                       | Dark Places                       | Бен Дэй                       | |
| 2014 | Анестезия                          | Anesthesia                        | Сэм                           | |
| 2015 | Черная месса                       | Black Mass                        | Фред Уайшак                   | |
| 2015 | Человек-муравей                    | Ant-Man                           | Даррен Кросс / Жёлтый шершень | |
| 2016 | Золото                             | Gold                              | Брайан Вульф                  | |
| 2016 | Светская жизнь                     | Café Society                      | Бен                           | |
| 2018 | Чайка                              | The Seagull                       | Борис Тригорин                | |
| 2018 | Человек на Луне                    | First Man                         | Базз Олдрин                   | |
| 2018 | Тачка на миллион                   | Driven                            | Бенедикт Тисса                | |
| 2019 | Отчёт о пытках                     | The Report                        | Сайрус Клиффорд               | |
| 2021 | Множественные святые Ньюарка       | The Many Saints of Newark         | Джуниор Сопрано               | |
| 2021 | Вестсайдская история               | West Side Story                   | лейтенант полиции Шрэнк       | |
| 2023 | Человек-муравей и Оса: Квантомания | Ant-Man and the Wasp: Quantumania | Даррен Кросс / М.О.Д.О.К      | |
| 2023 | Мятежная Луна: Дитя огня           | Rebel Moon                        | Синдри                        | |

### Телевидение
| Год       | Название на русском                           | Название на английском                | Роль                              | Примечания |
| --------- | --------------------------------------------- | ------------------------------------- | --------------------------------- | --- |
| 2004      | C.S.I.: Место преступления                    | CSI: Crime Scene Investigation        | продавец в сексшопе               | Эпизод: «What’s Eating Gilbert Grissom?» |
| 2004      | Зачарованные                                  | Charmed                               | демон                             | Эпизод: «Witchness Protection» |
| 2004      | Полиция Нью-Йорка                             | NYPD Blue                             | Мартин Швайсс                     | Эпизод: «The Dead Donald» |
| 2005      | Шпионка                                       | Alias                                 | Саша Корьев                       | Эпизод: «The Road Home» |
| 2005      | 4исла                                         | Numb3rs                               | агент Ричер                       | Эпизод: «Sacrifice» |
| 2005      | Скорая помощь                                 | ER                                    | Тедди Марш                        | Эпизод: «Cañon City» |
| 2005      | C.S.I.: Место преступления Майами             | CSI: Miami                            | Крэйг Сиборн                      | Эпизод: «Three-Way» |
| 2006      | Закон и порядок                               | Law & Order                           | Джеральд Руэйн                    | Эпизод: «Heart of Darkness» |
| 2006      | Без следа                                     | Without a Trace                       | Стив Гудман                       | Эпизод: «Candy» |
| 2006      | Отряд «Антитеррор»                            | The Unit                              | Бобби Каллен                      | Эпизод: «Old Home Week» |
| 2006      | Девушка, похожая на меня: история Гвен Араухо | A Girl Like Me: The Gwen Araujo Story | Джои Марино                       | Телефильм |
| 2006      | Противостояние                                | Standoff                              | доктор Уэйн                       | Эпизод: «Life Support» |
| 2006      | Девять                                        | The Nine                              | Алекс Кент                        | 2 эпизода |
| 2006—2007 | Морская полиция: Спецотдел                    | NCIS                                  | Мартин Куинн                      | 3 эпизода |
| 2009      | Жизнь на Марсе                                | Life on Mars                          | детектив Вентура/Рассел           | Эпизод: «Home Is Where You Hang Your Holster» |
| 2009      | Необычный детектив                            | The Unusuals                          | Льюис Пауэлл                      | Эпизод: «The Circle Line» |
| 2009      | Хорошая жена                                  | The Good Wife                         | Коллин Грант                      | Эпизод: «Stripped» |
| 2010—2011 | Закон и порядок: Лос-Анджелес                 | Law & Order: LA                       | детектив Томас «Т.Дж.» Ярушальски | Регулярная роль, 22 эпизода |
| 2013      | Карточный домик                               | House of Cards                        | Питер Руссо                       | Регулярная роль, 11 эпизодов Номинация — Премия «Золотой глобус» за лучшую мужскую роль второго плана — мини-сериал, телесериал или телефильм (2014) Номинация — Премия «Выбор телевизионных критиков» за лучшую мужскую роль второго плана в драматическом сериале (2014) Номинация — Премия «Спутник» за лучшую мужскую роль второго плана — мини-сериал, телесериал или телефильм (2014) |
| 2014      | Обычное сердце                                | The Normal Heart                      | Джон Бруно                        | Телефильм |
| 2014—2017 | Штамм                                         | The Strain                            | доктор Эфраим Гудвезер            | Регулярная роль |
| 2014      | Родина                                        | Homeland                              | Сэнди Бакман                      | |
| 2018      | Романовы                                      | The Romanoffs                         | Майкл                             | |
| 2019      | Двойка                                        | The Deuce                             | Хэнк Джаффе                       | 7 эпизодов |
| 2020      | Миллиарды                                     | Billions                              | Майкл Принс                       | |
| 2020      | Сестра Рэтчед                                 | Ratched                               | Чарльз Уэйнрайт                   | 3 эпизода |
| 2021      | Сцены из супружеской жизни                    | Scenes from a Marriage                | Питер                             | 2 эпизода |